# セラングーン駅
セラングーン駅（NE12/CC13:Serangoon MRT Station）は、シンガポールにある、MRT北東線と環状線の駅。

## 駅構造
島式1面2線のホームを持つ駅。環状線のホームも島式1面2線。
| A | ■北東線 | ハーバー・フロント方面 |
| B | ■北東線 | プンゴル方面           |

| A | ■環状線 | ドビー・ゴート方面     |
| B | ■環状線 | ハーバー・フロント方面 |

## 歴史
- 2003年6月20日 北東線開業
- 2009年5月30日 環状線開業